# Nordstrand (sziget)
Nordstrand sziget Németországban, az Északi-Fríz-szigetekhez tartozik.

## Fekvése
Husumtól északra fekvő félsziget.

## Leírása
A szigetet és a szárazföldet 1987-től gát köti össze, tehát jelenleg félsziget, melyen két település, Nordstrand és Elisabeth-Sophien-Koog nevű települések találhatók.
Nordstrand 10 km hosszú és 2 km széles sziget, lakóinak száma 3000 fő körüli. A szigetet 8 méter magas gát védi a viharos tenger pusztításától. Nordstrand az egykori Strand-sziget maradványa, amelyet 1362-ben szökőár szakított szét, majd 1634-ben ismét természeti katasztrófát élt át, így alakult ki a környék tagoltabb szigetvilága: Nordstrand, Pellworm, Nordstrandischmoor és Hallig Südfall.
Odenbüllben, a szigeten még áll a tenger által megkímélt 13. századi templom. Virágzó földei kora nyáron a legszebbek, a sziget fürdési lehetőségeket is kínál, valamint parti sétákat és wattkirándulásokat is tehetünk innen.
Nordstrand Strucklahnungshörn nevű kikötőjén keresztül hajó-összeköttetésben áll Pellwormal és a Halligok tagjaival.

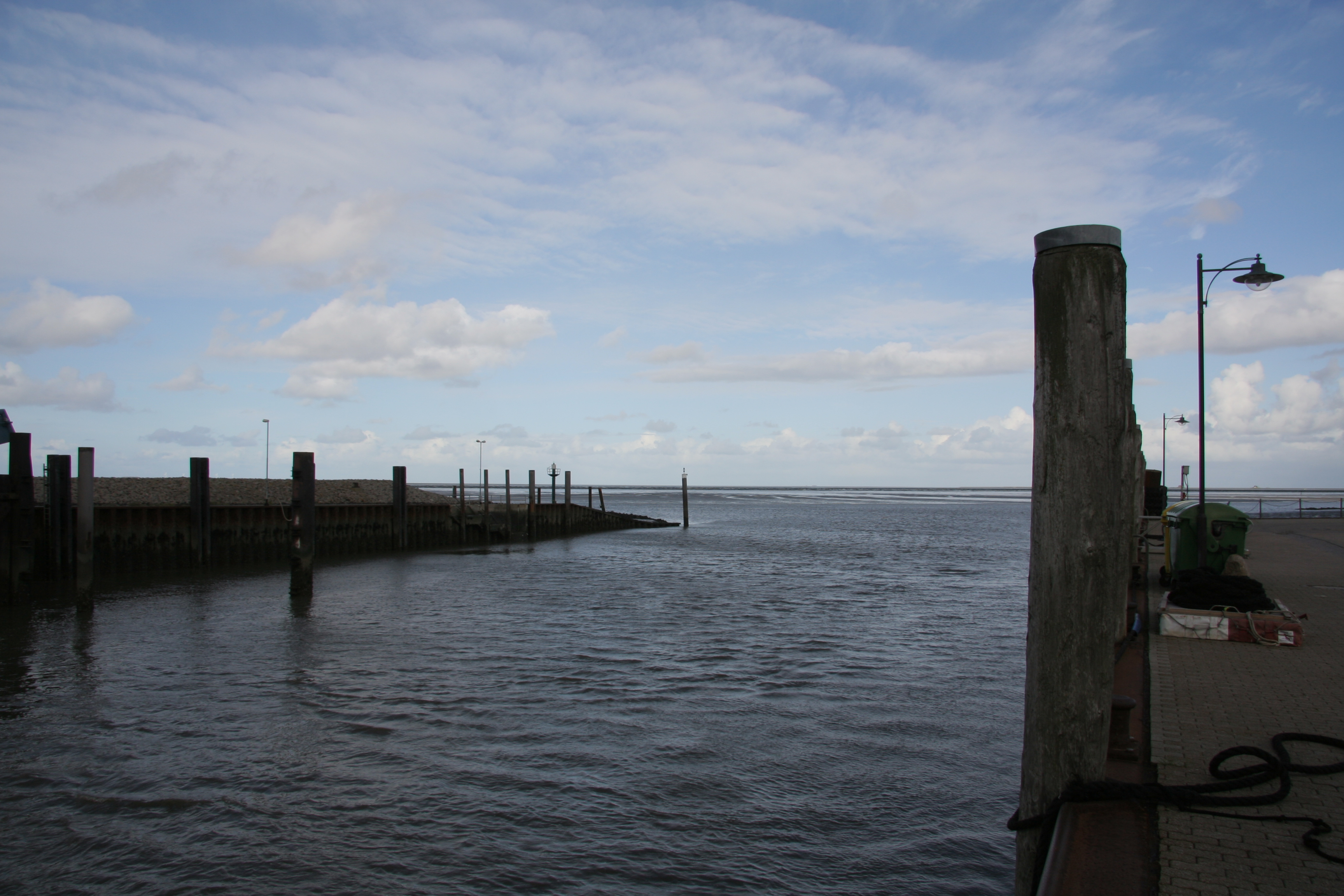
A kikötő